# Teologia
Teologia (do grego antigo: θεολογία, theología) é o estudo crítico da natureza dos deuses, seres divinos, ou de Deus, seus atributos e sua relação com os homens. Em sentido estrito, limita-se ao Cristianismo, mas em sentido amplo, aplica-se a qualquer religião. É ensinada como uma formação acadêmica, tipicamente em universidades, seminários e escolas de teologia.
A origem do termo nos remete à Hélade — a Grécia Antiga. O termo "teologia" aparece em Platão, mas o conceito já existia nos pré-socráticos. Platão o aplica aos mitos interpretando-os à luz crítica da filosofia considerando seu valor para a educação política. Nessa passagem do mito ao logos, trata-se de descobrir a verdade oculta nos mitos. Aristóteles, por sua vez, chama de "teólogos" os criadores dos mitos (Hesíodo, Homero, poetas que narraram os feitos dos deuses e heróis, suas origens, suas virtudes e também seus vícios e erros), e de "teologia" o estudo metafísico do ente em seu ser (considerando a metafísica ou "filosofia primeira", a mais elevada de todas as ciências).
A incorporação do termo "teologia" pelo cristianismo teve lugar na Idade Média, entre os séculos IV e V, com o significado de conhecimento e saber cristão acerca de Deus.
De acordo com a definição hegeliana, a teologia é o estudo das manifestações sociais de grupos em relação às divindades. Como toda área do conhecimento, possui então objetos de estudo definidos. Como não é possível estudar Deus diretamente, pois somente se pode estudar aquilo que se pode observar e se torna atual, o objeto da teologia seriam as representações sociais do divino nas diferentes culturas.
Assim, o termo pode também referir-se a um estudo de uma doutrina ou sistema particular de crenças religiosas - tal como a teologia judaica, a teologia cristã e a teologia islâmica. Existem, portanto, a teologia hindu, a teologia judaica, a teologia budista, a teologia islâmica, a teologia cristã (incluindo a teologia católica-romana, a teologia protestante, a teologia mórmon a teologia umbandista entre outras). No Brasil, tramita-se uma lei em que regulamenta a profissão de teólogo.

## Etimologia
A palavra provém do grego theologia (θεολογία), derivada de θεóς [theos], que significa "deus", e -logia (-λογία), que significa "enunciados, ditos ou oráculos" (uma palavra relacionado a logos [λόγος], que significa "palavra, discurso, relato ou raciocínio"), que passou ao latim como theologia.

### Evolução do termo

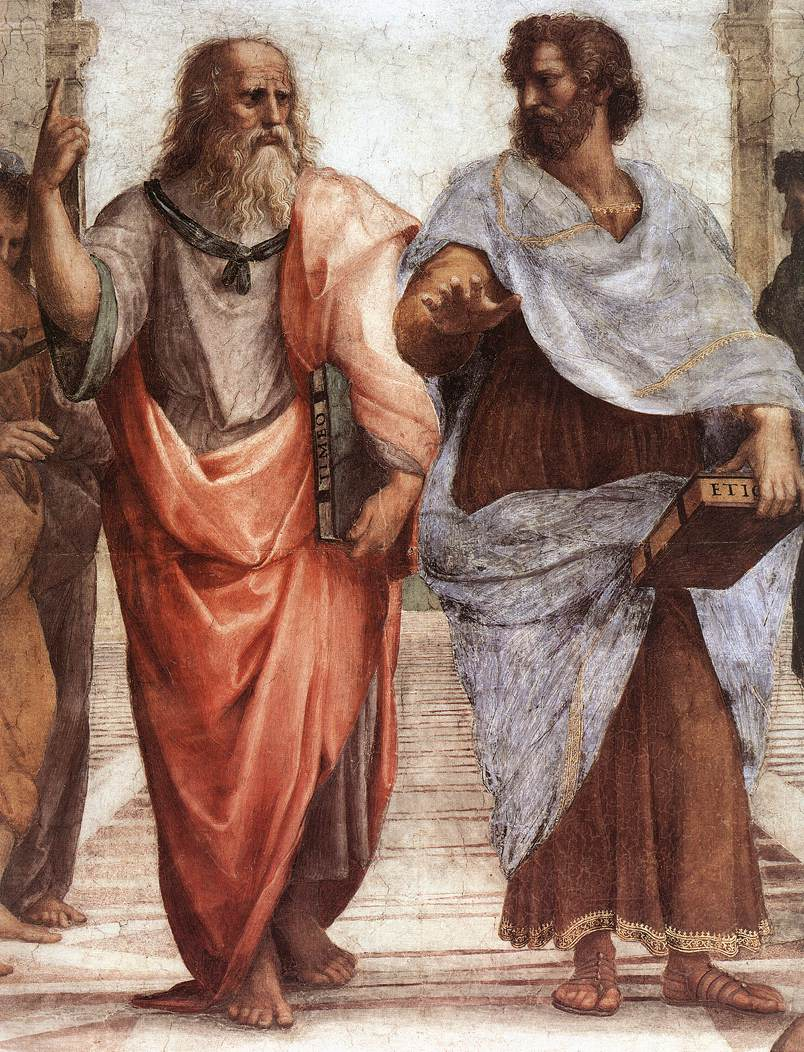
Platão (esquerda) e Aristóteles no afresco de 1509 de Rafael, A Escola de Atenas

No cristianismo, isso se dá a partir da Bíblia. O teólogo cristão protestante suíço Karl Barth definiu a Teologia como um "falar a partir de Deus". O termo "teologia" foi usado pela primeira vez por Platão, no diálogo "A República", para referir-se à compreensão da natureza divina de forma racional, em oposição à compreensão literária própria da poesia, tal como era conduzida pelos seus conterrâneos. Mais tarde, Aristóteles empregou o termo em numerosas ocasiões, com dois significados:
- Teologia como o ramo fundamental da filosofia, também chamada "filosofia primeira" ou "ciência dos primeiros princípios", mais tarde chamada de metafísica por seus seguidores;
- Teologia como denominação do pensamento mitológico imediatamente anterior à filosofia, com uma conotação pejorativa e, sobretudo, utilizada para referir-se aos pensadores antigos não filósofos (como Hesíodo e Ferécides de Siro).

Santo Agostinho tomou o conceito de teologia natural da obra Antiquitates rerum humanarum et divinarum, de Marco Terêncio Varrão, como a única teologia verdadeira, dentre as três apresentadas por Varrão - a mítica, a política e a natural. Acima desta, situou a Teologia Sobrenatural (theologia supernaturalis), baseada nos dados da revelação. A teologia sobrenatural, situada fora do campo de ação da filosofia, não estava subordinada, mas sim acima da última, considerada como uma serva (ancilla theologiae) que ajudaria a primeira na compreensão de Deus.
Teodiceia, termo empregado atualmente como sinônimo de "teologia natural", foi criado no século XVIII por Leibniz, como título de uma de suas obras (Ensaio de Teodiceia. Sobre a bondade de Deus, a liberdade do ser humano e a origem do mal), embora Leibniz utilize tal termo para referir-se a qualquer investigação cujo fim seja explicar a existência do mal e justificar a bondade de Deus.
Outra vertente da Teologia, denominada "Via Remotionis" (ou Teologia Negativa), defende a incognoscibilidade de Deus por meio da linguagem racional. O caminho dessa Teologia é apresentar predicados opostos (tais como claro e escuro, bom e mau) e falar que Deus não é nem um lado nem o outro. Começa-se por predicados mais concretos, da realidade terrena, e prossegue-se por predicados cada vez mais abstratos. Com a sucessão dessas sentenças, procura-se passar a ideia de que Deus não está no campo do dizível (campo da linguagem), mas em uma esfera superior a essa, acessível pela experiência mística.
Na tradição cristã (de matriz agostiniana), a teologia é organizada segundo os dados da revelação e da experiência humana. Esses dados são organizados no que se conhece como teologia sistemática ou teologia dogmática.
Há no século XXI, há uma teologia pós-moderna, engatinha-se uma sociedade de cultura pós-moderna, a teologia como “discurso”, “estudo”, tende a perder significado e importância. A teologia se vê ameaçada com as mudanças que incidem sobre ela e sobre a igreja cristã. O dogma fundamental da modernidade, que estabelecia o sujeito e a razão crítica como fonte de interpretação, conhecimento e aceitação das verdades, acaba ruindo por excesso dessa mesma razão moderna. Ela sofisticou-se de tal maneira que foge do controle da razão normal das pessoas, deixando em seu lugar a aceitação ou rejeição subjetiva, arbitrária. Quando se extrema a racionalidade, cai-se na irracionalidade, pois não sendo capaz de acompanhá-la, não nos resta senão aceitá-la ou rejeitá-la também sem razão.

## Definição
Agostinho de Hipona definiu o termo Latino equivalente, theologia, como "raciocínio ou discussão sobre a Deidade"; O termo pode, no entanto, ser usado para uma variedade de diferentes disciplinas ou campos de estudo.
A teologia começa com o pressuposto de que o divino existe de alguma forma, como na física, no sobrenatural, mental ou realidades sociais, e essa evidência para e sobre isso pode ser encontrada através de experiências espirituais pessoais e / ou registros históricos de experiências como documentadas por outros. O estudo dessas suposições não faz parte da teologia propriamente dita, mas é encontrada na filosofia da religião, e cada vez mais pela psicologia da religião e neuroteologia. A teologia então visa estruturar e compreender essas experiências e conceitos, e usá-los para derivar prescrições normativas para como viver nossas vidas.
Os teólogos usam várias formas de análise e argumentos (empíricos, filosóficos, etnográficos, históricos, etc., para ajudar a compreender, explicar, testar, criticar, defender ou promover qualquer um dos inúmeros temas religiosos. Como em filosofia de ética e jurisprudência, os argumentos geralmente assumem a existência de questões previamente resolvidas, e desenvolvem-se fazendo analogias com elas para extrair novas inferências em novas situações.
O estudo da teologia pode ajudar um teólogo a compreender melhor sua própria tradição religiosa, outra tradição religiosa, ou pode permitir que explorem a natureza da divindade sem referência a nenhuma tradição específica. A teologia pode ser usada para proselitismo, reforma, ou apologética a uma tradição religiosa, ou pode ser usado para comparar religiões, desafiar (por exemplo, crítica bíblica), ou oposição (por exemplo, irreligião) a uma tradição religiosa ou visão de mundo. A teologia também pode ajudar um teólogo a abordar alguma situação ou necessidade atual através de uma tradição religiosa, ou para explorar possíveis formas de interpretar o mundo.

## História
O grego theologia (θεολογία) foi usada para se referir como uma definição de "discurso sobre Deus" no quarto século antes de Cristo, por Platão em A República, Livro ii, Cap. 18. Aristóteles dividiu teoricamente a filosofia em matemática, física e teologia, com a última sendo correspondente mais ou menos à metafísica que, para Aristóteles, incluía o discurso sobre a natureza do divino.
Com base nas fontes gregas estoicas, o escritor latino Varro distinguiu três formas de tal discurso: mítica (sobre os mitos dos deuses gregos), racional (análise filosófica dos deuses e da cosmologia) e civil (sobre os ritos e deveres da observância religiosa pública).
Theologos, intimamente relacionado com a teologia, aparece uma vez em alguns manuscritos bíblicos, no título do Livro do Apocalipse: apokalypsis ioannoy toy theologoy, "a revelação de João o teólogos". Ali, no entanto, a palavra não se refere a João como "teólogo" no sentido moderno da palavra, mas - usando um sentido ligeiramente diferente da raiz logos ', o que significa não "discurso racional", mas "palavra" ou "mensagem"- alguém que fala as palavras de Deus.
Alguns autores cristãos latinos, como Tertuliano e Agostinho, seguiram o uso triplo de Varro, embora Agostinho também usasse o termo mais simplesmente para significar "raciocínio ou discussão sobre a divindade".
Nas fontes patrísticas greco-cristãs, theologia poderia referir-se estreitamente ao conhecimento devoto e inspirado e ao ensino sobre a natureza essencial de Deus.
O autor latino Boécio, escrevendo no início do século VI, usou a "teologia" para denotar uma subdivisão da filosofia como sujeito do estudo acadêmico, lidando com a realidade imutável e incorpórea (em oposição à "física" ', que trata de corpórea, realidades em movimento). A definição de Boécio influenciou o uso latino medieval.
Nas fontes latinas escolásticas, o termo passou a denotar o estudo racional das doutrinas da religião cristã, ou (mais precisamente) a disciplina acadêmica que investigava a coerência e as implicações da linguagem e reivindicações da Bíblia e da tradição teológica (esta última frequentemente representada no Sentenças de Pedro Lombardo, um livro de extratos dos Pais da Igreja).
No Renascimento, especialmente com os apologistas platonistas florentinos da poéticaDante, a distinção entre "teologia poética" (theologia poetica) e "revelada" ou bíblica. A teologia serve de pisada para um avivamento da filosofia, independente da autoridade teológica.
É neste último sentido, a teologia como uma disciplina acadêmica que envolve o estudo racional do ensino cristão, que o termo passou para o inglês no século XIV.
A partir do século XVII, também se tornou possível usar o termo teologia para se referir ao estudo de ideias e ensinamentos religiosos que não são especificamente cristãos (por exemplo, no termo teologia natural que denotou teologia baseada no raciocínio de fatos naturais independente da revelação especificamente cristã,) ou que são específicos para outra religião (veja abaixo).A "teologia" também pode agora ser usada em um sentido derivado para significar "um sistema de princípios teóricos, uma ideologia (impraticável ou rígida)".

## Em várias religiões e tradições
O termo teologia foi considerado por alguns como apenas apropriado para o estudo das religiões que adoram uma deidade (a theos), ou seja, mais amplamente do que monoteísmo; e pressupõe uma crença na capacidade de falar e razão sobre essa deidade (em logia). Eles sugerem que o termo é menos apropriado em contextos religiosos que são organizados de forma diferente (religiões sem uma única divindade, ou que negam que tais assuntos possam ser estudados logicamente). ("Hierologia" foi proposto como um termo alternativo, mais genérico.)

### Budismo
Algumas pesquisas acadêmicas no Budismo, dedicadas à investigação de uma compreensão budista do mundo, preferem a designação filosofia budista ao termo teologia budista, já que o budismo não tem a mesma concepção de um theos. José Ignacio Cabezón, que argumenta que o uso de "teologia" é apropriado no caso, considera que pode sê-lo porque "eu tomo teologia não para se restringir ao discurso de Deus... Eu tomo 'teologia' não para se restringir ao seu significado etimológico. Nesse último sentido, o budismo é, naturalmente, ateológico, rejeitando como faz a noção de Deus". Outros pesquisadores, no entanto, consideram a possibilidade de um diálogo inter-religioso sobre conexões teológicas; o influente estudioso zen budista D. T. Suzuki comparou a teologia ocidental e traçou paralelos de conceitos místicos de Mestre Eckhart sobre Deus com o budismo maaiana. Outras noções sobre um Absoluto transcendente e a criação podem ser encontradas no budismo maaiana e vajrayana, como a Natureza de Buda, Buda Primordial e a vacuidade em shentong.

### Cristianismo
Teologia cristã é o estudo da crença e prática cristã. Esse estudo concentra-se principalmente nos textos do Antigo Testamento e do Novo Testamento, bem como na tradição cristã. Os teólogos cristãos usam exegese bíblica, análise racional e argumento. A teologia pode ser realizada para ajudar o teólogo a entender melhor os princípios cristãos, fazer comparações entre o cristianismo e outras tradições, defender o cristianismo contra objeções e críticas, facilitar as reformas na igreja cristã, ajudar na propagação do cristianismo, aproveitar a recursos da tradição cristã para abordar alguma situação atual ou necessidade, ou por uma variedade de outras razões.

### Filosofia grega
Na filosofia grega antiga, pré-socráticos já supuseram sobre a natureza de um Deus maior, como defendia Xenófanes, o conceito de Nous em Anaxágoras, o Esfero em Empédocles, o Logos e a união de opostos em um deus em Heráclito, a Deusa do poema de Parmênides. Sócrates faz referência ao termo singular "Théos" tanto nos diálogos de Platão quanto na obra de seu outro discípulo, Xenofonte, este último tendo atribuído essa definição em seu Memoráveis: "Aquele que coordena e mantém unido o universo, onde todas as coisas são justas e boas, e as apresenta sempre intactas, sãs e sem idade para nosso uso, e mais rápido do que se pensa para nos servir infalivelmente, é manifesto em suas obras supremas e ainda assim não é visto por nós na ordenação delas". Platão descreve atributos supremos de uma entidade em o Um, demiurgo e Ideia do Bem.
Aristóteles discute em sua Metafísica e Física e o conceito de uma causa primeira e do Motor Imóvel; ele denomina "theologikê" (teológica) a ciência que estuda as substâncias eternas imutáveis e faz referências aos theologoi, classificando-os como aqueles que anteriormente falaram sobre deuses. A noção de providência divina é abordada por Platão e pelos estoicos. O platonismo e neoplatonismo influenciaram toda a teologia ocidental posterior nas religiões abraâmicas.

### Hinduísmo
Dentro de filosofia hindu, existe uma tradição sólida e antiga de especulação filosófica sobre a natureza do universo, de Deus (denominado "Brahman", Paramatman e Bhagavan em algumas escolas de pensamento hindu) e do Atman (alma). A palavra sânscrito para as várias escolas da filosofia hindu é Darshana (que significa "visão" ou "ponto de vista"). A teologia vaishnava tem sido um assunto de estudo para muitos devotos, filósofos e estudiosos da Índia durante séculos. Uma grande parte do seu estudo consiste em classificar e organizar as manifestações de milhares de deuses e seus aspectos. Nas últimas décadas também foi assumido por várias instituições acadêmicas na Europa, como o Oxford Centre for Hindu Studies e Bhaktivedanta College.

### Islã
Uma discussão teológica islâmica paralela à discussão teológica cristã é chamada de Calam; o análogo islâmico da discussão teológica cristã seria mais apropriadamente a investigação e elaboração de Sharia ou Fiqh. "Calam... não ocupa o lugar principal no pensamento muçulmano que a teologia faz no cristianismo. Para encontrar um equivalente para" teologia "no sentido cristão é necessário recorrer a várias disciplinas e ao usul al-fiqh como quanto a calam". (L. Gardet)

### Judaísmo
A teologia judaica, a ausência histórica de autoridade política significou que a maior parte da reflexão teológica aconteceu dentro do contexto da comunidade e da sinagoga judaicas, e não dentro de instituições acadêmicas especializadas, inclusive através da discussão rabínica de lei judaica e comentários bíblicos judeus. Historicamente, tem sido muito ativo e altamente significativo para a teologia cristã e islâmica e bem como para o judaísmo.

## Tópicos em teologia
A história do estudo da teologia em instituições de ensino superior é tão antiga quanto a história dessas próprias instituições. Por exemplo, Taxila era um centro inicial da aprendizagem védica, possível a partir do século VI a.C. ou anterior; a Academia platônica, fundada em Atenas no século IV a.C., parece ter incluído temas teológicos em sua matéria; o chinês Taixue transmitia ensino confuciano no século II a.C.; a Escola de Nísibis era um centro de aprendizagem cristã a partir do século IV d.C.; Nalanda na Índia era um sítio de ensino superior budista desde pelo menos o século V ou VI d.C.; e a Universidade al Quaraouiyine marroquina foi um centro de aprendizagem islâmica a partir do século XX, como foi a Universidade Al-Azhar no Cairo. As primeiras universidades foram desenvolvidas sob a égide da Igreja latina por bula papal como studia generalia e talvez de escolas de catedrais. No entanto, é possível que o desenvolvimento de escolas de catedral nas universidades era bastante raro, sendo a Universidade de Paris uma exceção. Mais tarde, elas também foram fundadas por reis (Universidade de Nápoles Federico II, Universidade Carolina em Praga, Universidade Jaguelônica em Cracóvia) ou administrações municipais (Universidade de Colónia, Universidade de Erfurt). Na período medieval inicial, a maioria das novas universidades foram fundadas a partir de escolas preexistentes, geralmente quando essas escolas foram consideradas como sendo principalmente locais de ensino superior. Muitos historiadores afirmam que as universidades e as escolas de catedral foram uma continuação do interesse em aprender promovido pelos mosteiros. O aprendizado teológico cristão foi, portanto, um componente nessas instituições, como foi o estudo da Igreja ou do Direito canônico: as universidades desempenharam um papel importante na capacitação de pessoas para escritórios eclesiásticos, ajudando a igreja a perseguir o esclarecimento e a defesa de seu ensino, e em apoiar os direitos legais da igreja contra os governantes seculares. Em tais universidades, o estudo teológico estava inicialmente intimamente ligado à vida de fé e da igreja: alimentava e era alimentado por práticas de pregação e Missa.
Durante a Alta Idade Média, a teologia foi, portanto, o assunto final nas universidades, sendo chamada de "A Rainha das Ciências" e servindo de pedra fundamental para oTrivium e Quadrivium, que homens jovens eram esperados a estudar. Isso significava que os outros assuntos (incluindo Filosofia) existiam principalmente para ajudar com o pensamento teológico.
O lugar preeminente da teologia cristã na universidade começou a ser desafiado durante o Iluminismo, especialmente na Alemanha. Outros assuntos adquiridos em independência e prestígio, e questões foram levantadas sobre o lugar em instituições que eram cada vez mais compreendidas como devotadas à razão independente de uma disciplina que parecia envolver compromisso com a autoridade de tradições religiosas particulares.
Desde o início do século XIX, várias abordagens diferentes surgiram no Ocidente para a teologia como disciplina acadêmica. Grande parte do debate sobre o lugar da teologia na universidade ou dentro de um currículo geral de ensino superior centra-se sobre se os métodos da teologia são adequadamente teóricos e (amplamente falantes) científicos ou, por outro lado, se a teologia requer um pré-compromisso de fé pelos seus praticantes, e se esse compromisso entra em conflito com a liberdade acadêmica.

### Teologia e treinamento ministerial
Em alguns contextos, a teologia foi realizada para pertencer às instituições de ensino superior principalmente como uma forma de treinamento profissional para o ministério cristão. Esta foi a base sobre a qual Friedrich Schleiermacher, um teólogo liberal, defendeu a inclusão de teologia na nova Universidade de Berlim em 1810.
Por exemplo, na Alemanha, as faculdades teológicas das universidades estaduais estão tipicamente ligadas a denominações particulares, protestantes ou católicas romanas, e essas faculdades oferecerão graus "denominacionais", e têm postos públicos denominacionais entre seus professores; bem como contribuindo para o desenvolvimento e o crescimento do conhecimento cristão, eles "fornecem treinamento acadêmico para o futuro clero e professores de instrução religiosa nas escolas alemãs".
Nos Estados Unidos, várias faculdades e universidades proeminentes foram iniciadas para treinar ministros cristãos. Harvard, Georgetown, Boston University, Yale, e Princeton Todos tinham o treinamento teológico do clero como um propósito primário na sua base. Seminários e faculdades bíblicas continuaram esta aliança entre o estudo acadêmico de teologia e treinamento para ministério cristão. Há, por exemplo, numerosos exemplos proeminentes dos EUA, incluindo União teológica católica em Chicago, A Graduate Theological Union em Berkeley, o Criswell College em Dallas, o Southern Baptist Theological Seminary em Louisville, a Trinity Evangelical Divinity School em Deerfield, Illinois, Dallas Theological Seminary, o North Texas Collegiate Institute in Farmers Branch, Texas e o Assemblies of God Theological Seminary em Springfield, Missouri

### A teologia como uma disciplina acadêmica por direito próprio
Em alguns contextos, os estudiosos seguem a teologia como uma disciplina acadêmica sem afiliação formal a qualquer igreja em particular (embora os membros da equipe possam ter afiliações nas igrejas) e sem se concentrar no treinamento ministerial. Isso se aplica, por exemplo, a muitos departamentos universitários no Reino Unido, incluindo as Faculdades de Divindade na Universidade de Cambridge e Universidade de Oxford, o Departamento de Teologia e Religião no Universidade de Exeter, e o Departamento de Teologia e Estudos Religiosos da Universidade de Leeds. Os prêmios acadêmicos tradicionais, como o Lumsden and Sachs Fellowship da Universidade de Aberdeen, tendem a reconhecer o desempenho em teologia (ou Divindade (disciplina acadêmica), como é conhecida em Aberdeen) e em estudos religiosos.

### Teologia e estudos religiosos
Em alguns contextos contemporâneos, é feita uma distinção entre a teologia, que é vista como envolvendo algum nível de compromisso com as reivindicações da tradição religiosa estudada e estudos religiosos, que, em contraste, é normalmente visto como exigindo que a questão da verdade ou falsidade das tradições religiosas estudadas sejam mantidas fora de seu campo. Estudos religiosos envolvem o estudo de práticas históricas ou contemporâneas ou das ideias dessas tradições usando ferramentas e estruturas intelectuais que não estão especificamente ligadas a nenhuma tradição religiosa e que normalmente são entendidas como neutras ou seculares. Em contextos onde os "estudos religiosos" nesse sentido são o foco, as principais formas de estudo provavelmente incluirão:
- Antropologia da religião;
- Religião comparativa;
- História da religião;
- Filosofia da religião;
- Psicologia da religião;
- Sociologia da religião.

Às vezes, a teologia e os estudos religiosos são vistos como estando em tensão, e outras vezes, eles são mantidos para coexistir sem tensão séria. Ocasionalmente, é negado que haja um limite tão claro entre eles.

## Criticismo
Há uma tradição antiga de ceticismo sobre a teologia, seguida de um aumento mais moderno da crítica secularista e ateia.

### Crítica dos filósofos
Seja ou não uma discussão fundamentada sobre o divino é possível, tem sido um ponto de disputa. Protágoras, já no século V a.C., que tem fama de ter sido exilado de Atenas por causa de seu agnosticismo sobre a existência dos deuses, disse que "No que diz respeito aos deuses, eu também não sei ou eles existem ou que eles não existem, ou a forma que eles possam ter, porque há muito que nos previne de saber: a obscuridade do assunto e a escassez de vida do homem".
Desde pelo menos o século XVIII, vários autores criticam a adequação da teologia como uma disciplina acadêmica. Em 1772, o Barão de Holbach classificou a teologia como "um insulto contínuo à razão humana" em Le Bon sens. Henry St John, 1º visconde Bolingbroke, um político inglês e filósofo político escreveu em suas obras políticas seus pontos de vista sobre a teologia: "A teologia é culpa da religião. A teologia é uma ciência que pode ser justamente comparada à Caixa de Pandora. Muitas coisas boas estão no máximo, mas muitos maus estão debaixo deles, e espalham pragas e desolação em todo o mundo".
Thomas Paine o revolucionário americano, escreveu em seu trabalho de duas partes "The Age of Reason", "O estudo da teologia, como está nas igrejas cristãs, é o estudo do nada, é fundado em nada, não se baseia em princípios, não procede de nenhuma autoridade, não possui dados, não pode demonstrar nada, e não admite conclusão. Nem qualquer coisa pode ser estudada como ciência, sem que possamos possuir os princípios sobre o qual se fundou, e como este é o caso da teologia cristã, é, portanto, o estudo de nada".
O filósofo alemão ateu Ludwig Feuerbach procurou dissolver a teologia em sua obra "Princípios da Filosofia do Futuro": "A tarefa da era moderna foi a realização e a humanização de Deus - a transformação e a dissolução da teologia na antropologia". Isso refletiu o seu trabalho anterior A Essência do Cristianismo (pub. 1841), pelo qual ele foi banido de ensinar na Alemanha, no qual ele havia dito que a teologia era uma "rede de contradições e delírios".
A.J. Ayer, o antigo positivista lógico, procurou mostrar em seu ensaio "Crítica da Ética e Teologia" que todas as declarações sobre o divino são absurdas e qualquer atributo divino é improvável. Ele escreveu: "Agora, geralmente é admitido, pelo menos pelos filósofos, que a existência de um ser que possui os atributos que definem o deus de qualquer religião não animista não pode ser demonstrada de forma demonstrada... [A] enunciados sobre a natureza de Deus são sem sentido".
Walter Kaufmann, o filósofo, em seu ensaio "Contra a teologia", procurou diferenciar a teologia da religião em geral. "A teologia, é claro, não é a religião, e uma grande religião é enfaticamente anti-teológica ... Um ataque à teologia, portanto, não deve ser tomado como necessariamente envolvendo um ataque à religião. A religião pode ser, e muitas vezes tem sido, não teológico ou mesmo anti-teológico". No entanto, Kaufmann descobriu que "o cristianismo é inescapável uma religião teológica".

### Crítica geral
Charles Bradlaugh acreditava que a teologia impediu os seres humanos de alcançar a liberdade. Bradlaugh observou que os teólogos de seu tempo declararam que a pesquisa científica moderna contradizia as escrituras sagradas, portanto, as escrituras devem estar erradas.
Robert G. Ingersoll afirmou que quando os teólogos tinham poder, a maioria das pessoas vivia em barracas, enquanto alguns privilegiados tinham palácios e catedrais. Na opinião da Ingersoll, a ciência, em vez da teologia, melhorou a vida das pessoas. Ingersoll sustentou ainda mais que os teólogos treinados não são melhores do que uma pessoa que assume que o diabo deve existir porque as imagens se assemelham exatamente ao diabo.
Mark Twain afirmou que várias religiões mutuamente incompatíveis afirmam ser a verdadeira religião e que as pessoas cortaram a garganta dos outros para seguir uma teologia diferente.